# Erebia mongolica
Erebia mongolica är en fjärilsart som beskrevs av Nicolas Grigorevich Erschoff 1888. Erebia mongolica ingår i släktet Erebia och familjen praktfjärilar. Inga underarter finns listade i Catalogue of Life.